# Alt Krenzlin
Alt Krenzlin település Németországban, Mecklenburg-Elő-Pomeránia tartományban. Lakosainak száma 761 fő (2023. december 31.).

## Népesség
A település népességének változása:
| Lakosok száma | 751  | 748  | 754  | 746  | 745  | 761  |
|               | 2014 | 2017 | 2019 | 2021 | 2022 | 2023 |